# 593 Titania
593 Titania este un asteroid din centura principală, descoperit pe 20 martie 1906, de August Kopff.